# The Devil's Deal
The Devil's Deal (en hangul, 대외비; hanja: 對外秘; romanización revisada del coreano: Daeoebi) es una película surcoreana de 2021, dirigida por Lee Won-tae y protagonizada por Cho Jin-woong, Lee Sung-min y Kim Mu-yeol. Aunque se presentó en el Festival Internacional de Cine Fantasia en 2021, su estreno en sala se retrasó hasta el 1 de marzo de 2023.

## Sinopsis
La historia tiene lugar justo antes de la doble elección para Presidente y Asamblea Nacional en 1992, un momento en el que también está a punto de desarrollarse un gran plan de remodelación para Busan. En este escenario, Hae-woong, un político del distrito de Haeundae y candidato a asambleísta, está a punto de convertirse finalmente en miembro de la Asamblea, después de años de lucha para él y su familia, un éxito que también le permitirá pagar a sus deudores y particularmente al líder de la pandilla local, Pil-do. Sin embargo, justo antes de las elecciones, su seguidor número uno en el Partido, Kwon Soon-tae, se retracta de su respaldo como consecuencia de algunos roces con otros altos mandos, y decide apoyar a otro candidato. Hae-woong se siente traicionado, ya que Soon-tae también fue su mentor, pero no sucumbe, sino que decide correr de forma independiente. Además, contrata a un funcionario público para robar información clasificada del gobierno sobre la remodelación, que ofrece a Pil-do como garantía para prestar más dinero. Pil-do luego trae a otro gángster, para aportar aún más dinero a la campaña política de Hae-woong. Soon-tae, sin embargo, no ha dicho su última palabra, y pronto comienza una intensa lucha por la ventaja entre él y su antiguo protegido, en la que la violencia e incluso el asesinato definitivamente no están fuera de discusión.

## Reparto
- Cho Jin-woong como Jeon Hae-woong.[4][5]
- Lee Sung-min como Kwon Soon-tae.[4][5][6]
- Kim Mu-yeol como Kim Pil-do.[4][5]
- Son Yeo-eun como Sang-mi, la esposa de Hae-woong.[7]
- Kim Min-jae como Jang-ho, quien entregó la información confidencial a Hae-woong.[7]
- Won Hyeon-jun como Jeong Han-mo.[7]
- Park Se-jin como la periodista Dan-ah.[7][8]
- Kim Yoon-seong como gerente Park, quien tiene una carta oculta que puede anular las elecciones.[7]
- Lee Sang-won como el jefe Ahn, un subordinado de Soon-tae.[9][10]
- Yoo Seung-mok como Ahn Gyu-hwan, jefe de la Fiscalía del Distrito de Busan.[10]
- Choi Min-chul como un gerente de alto rango.[10]
- Park Jung-pyo como Kim Gwang-doo.
- Park Sang-won como Kim Dong-sik.
- Heo Ji-won como el fiscal Yoon.
- Eom Gi-baek como el capitán.
- Jung Gi-sub como el director de la editorial de prensa.
- Han Gab-soo como el comandante.
- Son Sung-ho como un sénior de Hae-woong.
- Son Sung-chan como un sénior de Hae-woong.
- Jeong So-ri como una anfitriona en el motel Romeo.

## Producción
El rodaje comenzó el 30 de abril de 2020 en Busan.
El 27 de enero y el 1 de febrero de 2023 la distribuidora publicó carteles y avances de la película y anunció la fecha del estreno, el 1 de marzo.

## Estreno y taquilla
The Devil's Deal fue estrenada mundialmente el 7 de agosto de 2021 en el 25.º Festival Internacional de Cine Fantasia (Montreal), donde participó dentro de la sección competitiva.También fue invitada en noviembre del mismo año al 41.º Festival Internacional de Cine de Hawái, y en abril de 2022 al 20.º Festival de Cine Coreano de Florencia.

### Taquilla
El estreno en Corea del Sur se produjo el 1 de marzo de 2023. La película encabezó ese día la taquilla, y vendió más de 250 000 entradas en su primer fin de semana del 3 al 5, al final del cual registraba casi medio millón de espectadores.
Al término de su período de exhibición, The Devil's Deal había sido proyectada en 1157 salas de cine para 756 356 espectadores, que dejaron una taquilla del equivalente a 5 828 627 dólares. A fines de agosto de 2023 estaba en séptima posición por este concepto entre las películas surcoreanas estrenadas en el año.

## Crítica
Panos Kotzathanasis (HanCinema) considera que, pese a ser un tanto repetitivo, The Devil's Deal es «uno de los mejores thrillers políticos/criminales» vistos recientemente. Destaca como sus cualidades la construcción de la trama, que se resume en una frase pronunciada por uno de los personajes: «las personas son peones en los juegos políticos de quienes realmente mueven los hilos»; en segundo lugar, el ritmo frenético y la tensión que genera; también las actuaciones, tanto de los protagonistas Cho Jin-woong («una de las mejores actuaciones de su carrera») y Lee Sung-min, como de Kim Mu-yeol y Kim Min-jae; y por último la fotografía, «en un estilo que apunta hacia el post-noir, mientras que las escenas de interrogatorios y los uno a uno entre los dos protagonistas están excelentemente enmarcados».
Tras señalar que en la trama de la película parece haber ecos de hechos verderamente sucedidos en anteriores elecciones surcoreanas, Lee Eun-ho (Kuki News) escribe que «quizás la mayor debilidad de The Devil's Deal es que la realidad supera a la película. Esto se debe a que el lado oscuro del poder corrupto y el deseo persistente que se encuentra en la realidad es más dramático que en la película».
Tim Grierson (ScreenDaily) escribe que «hay muy poca diferencia entre los políticos y los mafiosos en The Devil's Deal, un apasionante thriller en el que unas elecciones robadas conducen a la venganza y el asesinato [...] No hay una sola arma[...], pero la película describe un entorno despiadado en el que las lealtades pueden cambiar en un abrir y cerrar de ojos, y los personajes pueden "desaparecer" sin previo aviso». Según Grierson, «en ocasiones, los giros incesantes pueden parecer un poco mecánicos, impulsados más por la necesidad de la trama que por los participantes, pero la maldad descarada que se muestra es, sin embargo, extrañamente estimulante».
Jared Mobarak (The Film Stage) escribe que el protagonista «Cho Jin-woong se convierte en el antihéroe perfecto: un tipo que nos gusta tanto al principio que haremos cualquier cosa para seguir apoyándolo, incluso cuando Lee lo empuja más y más hacia un rincón oscuro del supervivencialismo de perro-come-perro».